# 鹿ヶ瀬峠
鹿ヶ瀬峠（ししがせとうげ）は、和歌山県日高郡日高町と有田郡広川町の境にある峠。標高360メートル。日高町指定史跡（2011年〈平成23年〉3月15日指定）。「熊野参詣道 紀伊路」の一部として国の史跡に指定（2015年〈平成27年〉10月7日指定）。

## 歴史
鹿ヶ瀬峠の史料上の初出は平安時代にさかのぼる。『吉記』承安4年（1174年）9月26日条に「鹿背原」にて昼養を摂ったとの記述が見られるほか、山名としては平安時代中期から見え、増基の紀行文『いほぬし』に「しゝのせ山」とあり、『大日本国法華経験記』所収の「紀伊国宍背山に法華経を誦する死骸」には、比叡山東塔の円善なる僧が宍背山で捨身行の末に髑髏となった後も法華経六万部の誦経を続けたとの奇談が記され、後に『今昔物語』『古今著聞集』『元亨釈書』に再録された。
院政期には熊野古道の難所の一つとして知られ、熊野参詣記にたびたび登場する。『大御記』永保元年（1081年）9月28日条に「戌剋着鹿背山中宿草庵」とあるのをはじめとして、『中右記』天仁2年（1109年）10月18日条には、山道の様子を「其路嶮岨、心力巳尽」で、鹿の鳴き声があちこちから聞こえたと記し、「熊野道之間愚記」（『明月記』所収）建仁元年（1201年）10月10日条にも同様の「崔嵬嶮岨」との記述が見られ、深山幽谷であったさまを伝える。
このような難所であったため、鹿ヶ瀬峠は紀南と紀北の境界であるだけでなく、紀南への戦略的要衝となり、中世には付近に鹿ヶ瀬城（ししがせじょう、鹿瀬城とも）という山城が築かれた。鹿ヶ瀬城について、『紀伊続風土記』は『太平記』を根拠に熊野八荘司の一人、鹿瀬荘司なる未詳伝の人物が築いたとし、『玉葉』治承4年（1180年）9月3日には、源氏方に寝返った湛増が「切塞鹿背山」とある。また、『太平記』には延文5年（1350年）の南朝方蜂起に際して、当地の湯河荘司は北朝に与して「鹿ノ瀬・蕪坂」に布陣したとあるほか、永享10年（1438年）に南朝方軍勢が当城に拠った際には、守護畠山尚順以下の軍勢2800騎ほかが攻め入り、南朝方を敗走せしめた。
近世には元和年間（1615年-1624年）頃に峠に茶屋が設けられたが、明治頃に廃道となってからは廃絶した。石垣跡と平坦面がその名残を伝えるが、一帯は黒竹の藪に覆われている。日高町側の麓にあった金魚茶屋の付近には明治中期まで3件の民家があったが後に退去し、峠登り口付近の原谷集落も往来の旅人の減少により衰微していった。

## 文化財と遺構
鹿ヶ瀬峠上部に遺された熊野古道の遺構は和歌山県指定史跡（2011年〈平成23年〉3月15日指定）である。

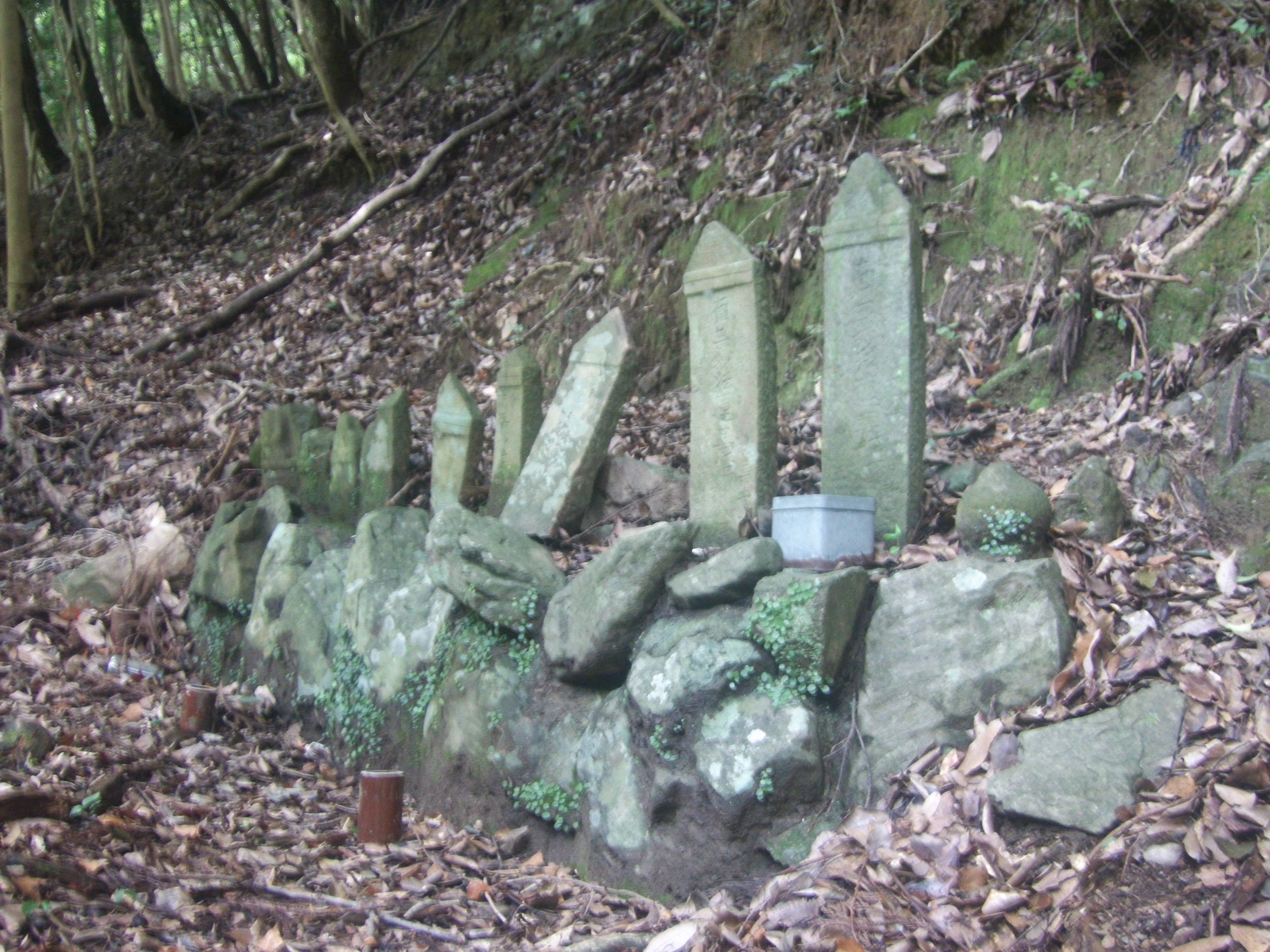
題目板碑

峠の頂上部は大峠（標高約350メートル）と呼ばれる東西40m・南北30mほどの平坦地で、そこから約400m下った所に小峠と呼ばれている山塊の鞍部が日高・有田両郡の郡境となっており、近世の地誌『紀伊続風土記』に「河ノ瀬村から登り約二一町、原谷奧から十四町ばかり、字小峠をもって有田、日高の境をなす」と記されている。小峠の少し上手には像高30センチメートルほどの馬頭観音や板碑のほか、道路脇に高さ約50センチメートルの地蔵菩薩を陽刻した道標があり、「右かみくさの滝へ十五丁、たから村金屋某」の銘がある。
板碑は、沓掛王子旧址の傍らにあった法華堂境内にあったものが、法華堂が本寺の養源寺（広川町）に退転した際に、取り残されたものだと伝えられる。現存する8基のうち、完全なものは4基ある。いずれも形式は同一で、中央に南無妙法蓮華経の法華経題目が刻銘され、2基には年号と日付の刻銘がある。残り4基は破損しており、板碑であること以外は不詳である。
日高町と広川町の境界を日高町側に下ると、幅員1.5メートル、全長503メートルにおよぶ石畳道が遺されている。石畳の石材は、道の周囲の岩盤から採取された砂岩で、長さ約30cm前後のやや小型の石材を敷き、石の継ぎ目が直線状になった箇所が数10m単位で見られ、構築単位を示している。
日高町側には金魚茶屋として知られる茶屋を営んでいた旧金崎家邸跡があり、『紀伊国名所図会』にもその姿が描かれている。金魚茶屋の名は、門前に金魚を飼って往来の旅人の休息に興を添えたことによるという。

## 注
1. 1 2 3 4  “鹿ケ瀬峠”.   和歌山県教育委員会. 2015年2月14日閲覧。
2. ↑  「角川日本地名大辞典」編纂委員会編[1985: 514]
3. 1 2 3  平凡社編[1983: 494]
4. 1 2 3 4  「角川日本地名大辞典」編纂委員会編[1985: 515]
5. 1 2  日高町誌編集委員会[1977: 985]
6. ↑  日高町誌編集委員会[1977: 1020]
7. ↑  日高町誌編集委員会[1977: 977]

## 文献
- 「角川日本地名大辞典」編纂委員会編、1985、『和歌山県』、角川書店（角川日本地名大辞典30） ISBN 404001300X
- 日高町誌編集委員会、1977、『日高町誌』下巻、日高町
- 平凡社編、1983、『和歌山県の地名』、平凡社（日本歴史地名大系31）